# 芳槁润楠
芳槁润楠（学名：Machilus suaveolens）为樟科润楠属下的一个种。

## 扩展阅读
- 維基物種上的相關：芳槁润楠